# Lista de composições maiores/menores
Composições maiores/menores são músicas que iniciam em um tom maior e terminam em um tom menor (geralmente o menor paralelo), especificando uma nota chave (por exemplo C M/m). É uma forma muito incomum na música tonal, embora tenha se popularizado no século XIX. As composições maiores/menores não terminam necessariamente com um acorde menor; é suficiente se esta possuir uma passagem final que apresenta uma sonoridade que não consegue restabelecer o modo maior (como por exemplo, uma oitava aberta ou quinta).
Há poucas composições maiores/menores, ao contrário das composições menores/maiores que existem muitas. Esta lista inclui também obras de tom menor que terminam com a terça da Picardia, como muitas composições clássicas e românticas (sinfonias, concertos, sonatas, câmara e, movimentos individuais).

## Obras excluídas
Estão excluídos os trabalhos que se enquadram nas seguintes categorias:
- Composições que seriam maiores/menores se não fosse por uma terça final da Picardia estipulada pelo compositor, como Darzu ist erschienen der Sohn Gottes de Bach, BWV 40 ou Vinea mea electa de Francis Poulenc de Quatre motets pour un temps de penitence ( FP 97);
- Composições em que o início apenas sugere uma possível leitura de uma chave maior sem realmente estabelecê-la, como o Brahms Clarinet Quintet, os dois quartetos de cordas de Haydn, Op. 33 nº 1 e op. 64 No. 2, CPE Bach's Piano Sonata, Wq. 55/3, ou o primeiro movimento da grande sonata de Alkan Les quatre âges (todos em si menor, mas começam com a possibilidade de ré maior);
- Composições em que o acorde maior de abertura serve apenas a uma função (por exemplo, dominante ou napolitana) na chave menor que se segue, sem ser tônica por si só, como a Danse macabra de Saint-Saëns ou a primeira balada de Chopin;
- Composições que são apenas incidentalmente maiores/menores por estarem inacabadas, sem qualquer indicação de que o compositor as pretendia maiores/menores, como a Sonata para Piano em Dó, Ré 840 de Schubert ou o Quarteto de Cordas em Ré menor de Haydn, Op. 103;
- Porções frequentemente executadas de uma obra maior que consiste no que são tecnicamente dois movimentos separados, se o primeiro deles termina claramente na tônica (e, portanto, não requer continuação), como o par de movimentos de abertura na Sonata para Piano Op. de Beethoven. 109 (conectado por um attacca );
- Obras estendidas inteiras como ciclos de canções, balés, óperas e oratórios que terminam em uma tônica diferente da inicial, a menos que as duas chaves carreguem conoções extramusicais ou programáticas claras dentro da obra (uma explicação das quais deve acompanhar qualquer listagem abaixo).

## Composições mantendo a nota chave

### Obras individuais e miniaturas
- Alkan – Chant d'amour - chant de mort, Op. 35 No. 10 (G-f)
- Alkan – Esquisse Op. 63 No. 7 "Le frisson" (F{\displaystyle \sharp })
- Alkan – Prière Op. 64 No. 10 (B{\displaystyle \flat })
- Allen – Girl of the Orient (F)
- Bax – The Devil that Tempted St. Anthony (F)
- Brahms – Jägerlied Op. 66/4 (C)
- Brahms – Rhapsody Op. 119 No. 4 in E
- Busoni – Sonatina No. 6 in A, BV 284
- Campra - Cari Zephiri volate (A)
- Campra - Quis ego Domine (A)
- Catoire – Prelude Op. 17 No. 4 (Bb)
- Cavallini – Caprice for clarinet Op. 4 No. 4 (E)
- Chopin – Nocturne Op. 32 No. 1 in B[5] (acorde final às vezes alterado para maior)
- Coste – Le Départ, Op. 31 (E)
- Couperin - Le Dodo, ou l'amour au Berçeau, from Pieces de Clavecin (A)
- de Curtis – Torna a Surriento (E) (only if the chorus is used as an instrumental introduction, as done in the widely-performed arrangement by Giancarlo Chiaramello)
- Fibich – Malířské Studie (Studies on Painters), No. 2, Spor Masopustu s Postem (The Fight Between Carnival and Lent) in C
- Franck – Fantaisie in A, from Trois Pièces for organ (1878) (A)
- Fuchs – Andante grazio and Capriccio Op. 63 (A)
- Graener – Theodor-Storm-Musik Op.93 (A)
- Harris – Symphony No. 3 (G)
- Heidrich – Variations on "Happy Birthday" (C)
- Heinrich – The President's Funeral March (E)
- Kuhlau – Introduction and Variations for flute and piano Op. 99 (A)
- Lalo – Fantaisie norvégienne in A
- Lecuona – La 32, No. 6 of Siete Danzas Cubanas Tipicas (Gb-f{\displaystyle \sharp })
- Levy – Tango Brasileiro (A) (reverse Picardy third)
- Mendelssohn – Andante Cantabile e Presto Agitato in B[6]
- Mendelssohn – Capriccio brillante for piano and orchestra in B, Op. 22 [7]
- Mendelssohn – Capriccio in E, Op. 118 (1837) [6]
- Mendelssohn – Capriccio, MWV U 43 (E{\displaystyle \flat })
- Mendelssohn – Characteristic Piece Op. 7 No. 7 in E (reverse Picardy third)[8]
- Mendelssohn – Rondo Capriccioso in E, Op. 14[6][9]
- de Momigny – La Nouvelle Valentine (A)
- Moniuszko – Magda Karczmarka, No. 20 from Śpiewnik domowy Vol. 2 (B{\displaystyle \flat })
- Moniuszko – Do Niemna, No. 4 from Śpiewnik domowy Vol. 6 (E)
- Mozart – Sonata para violino em Lá, K. 402/385e (completed by Maximilian Stadler; the work has only one movement)
- Poulenc – Nocturne, FP 56 No. 6 (G)
- Poulenc – Amoureuses, FP 77 No. 5 (F)
- Praeger – Rhapsody No. 2 in F
- Purcell – Awake, ye dead, Z. 182 (C)
- Purcell – The earth trembled, Z. 197 (A)[10]
- Purcell – Love arms himself in Celia's eyes, Z. 392 (C)[11]
- Purcell – Oh! fair Cedaria, Z. 402 (C) (some performances add a Picardy third)
- Purcell – This poet sings the Trojan wars (Anacreon's defeat), Z. 423 (C)
- Rachmaninoff – K Djétjam (To the Children), Op. 26 No. 7, from "Fifteen Romances" of Op.26 (F)
- Reicha – L'Art de Varier, Op. 57 (F)[12]
- Reicha – Fugue, Op. 36 No. 32 (E{\displaystyle \flat })
- Rheinberger – Toccata Op. 12 (G)
- Satie – Gymnopédie No. 1 (D)[13]
- A. Scarlatti – Se Florindo e fedele (A{\displaystyle \flat }) (ends on an open octave in an A{\displaystyle \flat } menor context)
- D. Scarlatti – Keyboard Sonata K. 63 (L. 84) in G ("Capriccio") (ending sometimes changed to maior)
- D. Scarlatti – Keyboard Sonata K. 107 (L. 474) in F[14][15]
- D. Scarlatti – Keyboard Sonata K. 140 (L. 107) in D[16]:165
- D. Scarlatti – Keyboard Sonata K. 182 (L. 139) in A
- D. Scarlatti – Keyboard Sonata K. 206 (L. 257) in E[17]
- D. Scarlatti – Keyboard Sonata K. 297 (L.S. 19) in F[16]:166
- Scriabin – Mazurka in F (1889)
- Schubert – Impromptu Op. 90 No. 2 in E{\displaystyle \flat }[18]
- Schubert – Moment Musical No. 6 in Ab (ends on an open octave in an Ab menor context)[19]
- Schubert – Am Bach im Frühling, D. 361 (Db-c{\displaystyle \sharp })
- Schubert – An den Mond, D. 468 (A)
- Schubert – Tränenregen (No. 10 of Die Schöne Müllerin) (A)[20]
- Schubert – Die böse Farbe (No. 17 of Die Schöne Müllerin) (B)[21]
- Schubert – Frühlingstraum (No. 11 of Winterreise) (A)[22]
- C. Schumann – Romance, op. 5 no. 3 (B)[23]
- C. Schumann or Friedrich Wieck – Der Wanderer in der Sägemühle (C)
- R. Schumann – No. 17 of Davidsbündlertänze, Opus 6 (B)[24]
- R. Schumann – Der Handschuh, Op. 87 (D)
- Sibelius – Impromptu, Opus 5 No. 6 in E
- Sibelius – Valse triste, op. 44 no. 1 (G)
- Soler – Keyboard Sonata R. 6 in F
- Strauss – Don Juan, Op. 20 (E)[25]
- Tchaikovsky – To Forget So Soon, TH 94 (F)[26]
- Tchaikovsky – Valse-Scherzo Op. 7 in A
- Voříšek – Fantasia for piano, Op. 12 (C)

### Movimentos de obras maiores
- Arriaga – Sinfonia em ré maior, i
- Beethoven – Trio de piano nº 6 em Mi{\displaystyle \flat } maior, ii (C) [27]
- Beethoven – Sonata para violino nº 9, "Kreutzer", i (A) [28]
- Beethoven – Piano Quartet No. 1 in E{\displaystyle \flat } WoO 36, i (e ii) (E{\displaystyle \flat }) [29] (embora às vezes interpretados como dois movimentos separados, eles não são realmente separáveis, pois o primeiro termina com uma meia cadência levando a o segundo)
- Lennox Berkeley – Três peças para clarinete solo, iii (G)
- Catalani – La Wally, "Ebben, ne andrò lontana" (E)
- Chausson – Piano Trio em sol menor, iv (sol) [30]
- Chausson – Poème de l'amour et de la mer, i (G)
- Couperin – Pieces de clavecin, Troisieme livre, "L'enjouée" (G)
- Cui – No modo popular: Petite Suite No. 3, Op. 43, vi (Vivace, ma non troppo) (G) (retorna ao tema do primeiro movimento em sol menor)
- Dvořák – Piano Trio ("Dumky") Op. 90 em E menor, v (E{\displaystyle \flat })
- Fitelberg – Sonata para violino Op. 12, e (F)
- Fuchs – Trio de Cordas Op. 61/1, i (E)
- Gouvy – Petite Suite Galoise Op. 90, eu (G)
- Handel - Jephtha, "Tudo o que está em Hamor Mine" (G) [31]
- Handel – Messias, "All We Like Sheep" (F) [32]
- Handel – Serse, "Per dar fine alla mia pena" (G)
- Kabalevsky – Sonata para Piano No. 2, i (E{\displaystyle \flat })
- Lalo – Concerto Russe, Opus 29, i (G)
- Lalo – Symphonie espagnole, Opus 21, ii (G)
- Lalo – Sinfonia em sol menor, ii (scherzo) (E) [33]
- Lazzari – Quarteto de Cordas em Lá Menor Op. 17, iv (A)
- Marais – Sonata à la Marésienne (La Gamme et Autres Morceaux de Simphonie 1723), iii (C)
- Marpurg – Cinqième Suite de Pièces de Clavecin, v (G)
- Mayer - Sinfonia nº 5, iv (F)
- Medtner – Sonata-Balada Op. 27, i (F#) [34][35]
- Mendelssohn – Quarteto de Cordas Op. 13, i (A) [36]
- Mendelssohn – Sinfonia de Cordas nº 11, i (Fá)
- Mendelssohn – Sinfonia No.5, Op.107 ("Reforma"), i (D) [37]
- Mozart – A Flauta Mágica, Quinteto (Wie? Wie? Wie? Ihr an diesem Schreckensort? ), Ato II (G)
- Mozart – Sonata para Violino e Piano K. 379, i (G) [29]
- Mozart – Overture-Allemande (ambos os movimentos tocados sem pausa) da Suite, K. 399/385i (C)
- Myaskovsky – Sinfonia nº 25 Op. 69, i (D{\displaystyle \flat } -c{\displaystyle \sharp })
- Poulenc – Sonata para Violoncelo FP 143, i (E)
- Poulenc – Concert champêtre para cravo e orquestra, iii (D)
- Poulenc – Oboé Sonata FP 185, ii (B{\displaystyle \flat })
- Poulenc – Un soir de neige FP 126, iv. La nuit le froid la solitude (E{\displaystyle \flat })
- Ries – Piano Concerto No. 3 in C♯ minor, Op. 55, iii (C♯)
- Rimsky-Korsakov - Sinfonia nº 3 Op. 32, e (C)
- Sibelius – Sinfonia nº 4 em lá menor, Op. 63, iv (A) [38]
- Stöhr – Trio para piano em lá menor Op. 100, iv (somente na versão revisada; a primeira versão permanece em vigor até o fim)
- Szymanowski – Fantasia Op. 14, ii (Aflat)
- Tchaikovsky – Trio para piano em lá menor, Op. 50, iiB (A) [39]
- Vivaldi – Concerto para Cordas e Contínuo em Sol, R151 ("Alla Rustica"), i (G) [40]
- Verdi - Rigoletto, Finale (D♭, terceira picardia reversa)
- Weinberg – Quarteto de Cordas nº 4 em Mi{\displaystyle \flat }, Op. 20, iv (Eflat) [41]

### Trabalha em vários movimentos
- Aimon – Quarteto de Cordas Op. 7 (E)
- Alfvén – Sinfonia nº 2 em Ré, Op. 11
- Alkan – Sonate de Concerto para Violoncelo e Piano em Mi, Op. 47
- Andrée – Quarteto de Cordas IEA 12 (A)
- Beethoven – Sonata quase uma fantasia, Biamonti 213 (D) [42][43]
- Boccherini – Quinteto de Violões "Fandango" em Ré Maior, Sol 448
- Boieldieu – Concerto para harpa em dó
- Brahms – Piano Trio No. 1 em B, Op. 8 (ambas as versões) [44][45]
- Couperin – Concerto Troisième de Concerts Royaux (A)
- Couperin – Ordem 12ème de clavecin (E)
- Dvořák – Suíte Checa em Ré, Op. 39 [46]
- Frey – Sonata para Violoncelo Op. 8 (B)
- Fuchs – Sonata para Piano Op. 19 (G{\displaystyle \flat }-f{\displaystyle \sharp }) [47]
- Fuchs – Quarteto de Cordas Op. 58 (E) [48]
- Gigout – Deux Interludes pour orgue ou harmonium (C)
- Godard – Quarteto de Cordas Nº 2, Op. 37 (A)
- Handel – Concerto Grosso Op. 3 Nº 6 em D [49]
- Hartmann – Serenata Op. 24 (A)
- Hummel – Sonata para Violoncelo Op. 104 em A [50]
- Lalo – Concerto Russo, Op. 29 em G
- Marpurg – Troisième Suite de Pièces de Clavecin (C)
- Marpurg – Cinqième Suite de Pièces de Clavecin (G)
- Mendelssohn – Sinfonia de Cordas nº 11 (Fá)
- Mendelssohn - Sinfonia No. 4 em A, "italiano" [45]
- Mendelssohn – Suíte em G MWV Z1/105-108
- Myaskovsky – Divertimento Op. 80 (E{\displaystyle \flat })
- Nielsen – Hagbarth e Signe: Música para a peça de Adam Oehlenschläger (D{\displaystyle \flat } -c{\displaystyle \sharp })
- Novák – Quarteto de Cordas Op. 22 (G)
- O'Kelly – Piano Trio Op. 15 (G)
- Palmgren – Impromptu e Scherzo Op. 10 (D{\displaystyle \flat }-c{\displaystyle \sharp })
- Pescetti – Sonata para cravo nº 4 (A)
- Poulenc – Sonata para clarinete e fagote em ré, FP 32a
- Rachmaninoff – Suite para dois pianos nº 2 em dó
- Rameau – Suite nº 5 em sol de Nouvelles Pièces de clavecin [51]
- Ries – Sonata para Violoncelo Op. 21 em A
- Rosenhain – Sonata para Violoncelo Op. 38 (E)
- Schäfer – Sonata para Violoncelo Op. 13 (C)
- P. Scharwenka – 2 Tanz-Impromptus Op. 86 (Fsharp)
- Sgambati – Quarteto de Cordas Op. 12 ou Op. 17 (Dflat-csharp)
- Shostakovich – Quarteto de Cordas Nº 2 em Lá, Op. 68 [52][53]
- Smith – Suíte Ouverture em G
- Spendiarov – Esquisses de la Crimée Op.23 (G)
- Steibelt – Sonata para violino Op. 69 (G)
- Stöhr – Sonata para violino nº 1, Op. 27 (G)
- Stöhr – Sonata para violino nº 7, Op. 107 (E)
- Stöhr – Sonata para violino nº 15, Op. 134b (B{\displaystyle \flat })
- Taneyev – Quinteto de cordas nº 2 em dó, op. 16
- Voříšek – Sonata para violino em sol, Op. 5
- G. Weber – Sonata para Teclado em Dó, Op. 15
- Walter – Sonata para violino em A, 1908
- Weinberg – Quarteto de Cordas nº 4 em Miflat, Op. 20 [41]

## Obras com mudança da tônica
Obras do tipo maiores/menores que mudam a tônica (tonalidade progressiva):
- Albéniz – Córdoba, No. 4 of Cantos de España, Opus 232 (F-d)
- Alkan – Prière, Op. 66 No. 7 (C-a)
- Bernstein – Chichester Psalms (B{\displaystyle \flat }-g)
- Berlioz – Requiem (Grande Messe des Morts), Op. 5, viii, Hostias (G-b{\displaystyle \flat })
- Bizet – Symphony in C maior, ii (F-a)
- Claude Bolling – Suite for Flute and Jazz Piano Trio (G-c)
- Brahms – Du mein einzig Licht, WoO 33 No. 37 (A-f{\displaystyle \sharp })
- Brahms – Vom Strande, Op. 69 No. 6 (F-a)
- Chausson – Poème de l'amour et de la mer (G-d)
- Chausson – Poème de l'amour et de la mer, ii  (actually the third movement, counting an unnumbered interlude) (E-d)
- Chopin – Ballade No. 2 (F-a)
- Couperin – Ordre 25ème de clavecin (Eflat-c)
- Debussy – Pour le piano, Sarabande (E-c{\displaystyle \sharp }) (E maior is suggested in the opening of the movement, as well as in various other sections, but it ends in C-{\displaystyle \sharp } menor)
- Debussy – Suite bergamasque (F-f#)
- Dvořák – The Noon Witch (C-a)
- Enescu – Cantabile e Presto for flute and piano, 1904 (E{\displaystyle \flat }-g)
- Enescu – Nocturne e Saltarello for cello and piano, 1897 (F-a)
- Finzi – Childhood Among the Ferns (Eflat}}-b{\displaystyle \flat })
- Fuchs – Serenade in D Op. 9, ii (B{\displaystyle \flat }-g)
- Handel – Belshazzar, Chorus of Babylonians: "Ye tutelar gods of our empire, look down" (G-e)
- Handel – Concerto Grosso Op. 3 No. 1 (B{\displaystyle \flat }-g)
- Handel – Suite for Harpsichord No. 2 in F, HWV 427, i (F-a)
- Haydn – Arianna a Naxos, Hob. XXVIb:2 (E{\displaystyle \flat }-f)
- Miriam Hyde – "Marsh Birds" for Flute and Piano (D-b)
- Lalo – Rapsodie norvégienne (A-d)
- Massenet – Piano Concerto (E{\displaystyle \flat }-c)
- Mozart – Die Entführung aus dem Serail (The Abduction from the Seraglio), Aria, "Solche Hergelauf'ne Laffen" (F-a) (though the aria is interrupted by spoken dialogue after the full cadence in F maior, before continuing in A menor at a new tempo)
- Mozart (completed by Süssmayr) – Requiem, VII. Communio (B{\displaystyle \flat }-d) (ends on an open fifth in a D menor context)
- Mozart – Preludes K. 284a/395, iii (B{\displaystyle \flat }-c)
- Mozart – Preludes and Fugues K. 404, v (E{\displaystyle \flat }-c)
- Mozart – Modulating Prelude, K. deest (F-e)
- Mussorgsky (completed by Stravinsky) – Khovanshchina (E-g{\displaystyle \sharp })
  - The key scheme in the opera is constructed mostly on a sharp-flat principle; thus the opening, reaching G# maior, is the sharpest music in the whole opera, and many portentions or descriptions of disaster in the opera are written in six or seven flats or even beyond. Mussorgsky intended an ending in A{\displaystyle \flat } menor for the final scene, in which the Old Believers commit mass suicide; this was respected by Stravinsky in his completion, although written enharmonically for easier reading. Other completions do not respect this: Rimsky-Korsakov ends in A{\displaystyle \flat } maior, Shostakovich in F maior. Valery Gergiev's productions, though using Shostakovich's completion, cut the final bars and end with an orchestral restatement of the Old Believers' final chorus (as written by Rimsky-Korsakov and reorchestrated by Shostakovich) in G# menor, thus following the original key scheme.
- Poulenc – Piano Sextet, ii (D{\displaystyle \flat }-a{\displaystyle \flat })
- Poulenc – Suite Francaise FP 80, ii (F-d)
- Poulenc – Trio pour piano hautbois et basson, ii (B{\displaystyle \flat }-f)
- Poulenc – Gloria FP 177, i (G-b)
- Poulenc – Oboe Sonata FP 185, (G-a{\displaystyle \flat })
- Rheinberger – Piano Sonata Op. 47 (C-a)
- Satie – Gnossiennes Nos. 5 (G-e) and 6 (F-c)
- Schoenberg – Chamber Symphony No. 2, Op. 38, ii (G-e{\displaystyle \flat })
- Schubert – Die Nonne, D. 212 (A{\displaystyle \flat }-f)
- Schubert – Grablied, D. 218 (A{\displaystyle \flat }-f)
- Schubert – Erster Verlust, D. 226 (A{\displaystyle \flat }-f)
- Schubert – Piano Sonata, D. 279 (C-a)
  - However, some authorities consider this to be an unfinished work; two incomplete C-maior movements (D. 346 and D. 309A) have been put forward as candidates for the missing finale, both of which would make this cease to be maior/menor.
- Schubert – Deutscher Tanz, D. 365 No. 22 (Op. 9 No. 22) (B-g#)
- Schubert – Ritter Toggenburg, D. 397 (F-b{\displaystyle \flat })
- Schubert – Der Herbstabend, D. 405 (A{\displaystyle \flat }-f)
- Schubert – Klage an den Mond, D. 436 (F-d)
- Schubert – Edone, D. 445 (E{\displaystyle \flat }-c)
- Schubert – Liedesend, D. 473 (E{\displaystyle \flat }-e, both versions)
- Schubert – Didone Abbandonata, D. 510 (E{\displaystyle \flat }-f)
- Schubert – Auf der Donau, D. 553 (Op. 21 No. 1) (E{\displaystyle \flat }-f#)
- Schubert – Der Pilgrim, D. 794 (Op. 37 No. 1) (D-b, originally E-c#)
- Schumann – Réplique, No. 8 of Carnaval (B{\displaystyle \flat }-g)
- Schumann – No. 16 of Davidsbündlertänze (G-b)
- Schumann – Kreisleriana, No. 4 (B{{\displaystyle \flat }-d) (first edition only)
- Smetana – The Bartered Bride, Aria, "Kdybych se co takového" (B{\displaystyle \flat }-g)
- W.G. Still – Symphony No. 3 (A-c)
- Tchaikovsky – The Sleeping Beauty – Finale and Apotheosis (D-g)
- Tchaikovsky – Six Pieces Op. 21, No. 1 "Prelude" (B-g#})
- Vaughan Williams – Three Shakespeare Songs, "The Cloud Capp'd Towers" (D-f) (reverse Picardy third)
- Mykhailo Verbytsky/Pavlo Chubynsky – "Shche ne vmerla Ukrainy i slava, i volia" (relative maior-relative menor) (Ukrainian National Anthem)